# Carassius carassius
Pour les articles homonymes, voir Carache et Carreau.
Espèce
Statut de conservation UICN

 LC  : Préoccupation mineure
Le Carassin commun (Carassius carassius) dit encore carassin, carpe à la lune, cyprin, carache, carouche, gibèle, meule, carreau, ou gardon carpé, est un poisson de la famille des cyprinidés, celle des carpes et des vairons. Ce carassin vit dans les lacs, les étangs et les rivières à faible courant d'Europe et d'Asie. Cette espèce est très proche du poisson rouge avec laquelle elle s'hybride facilement lorsque ces derniers sont relâchés dans la nature.

## Description
La carpe à la lune est un cyprinidé de taille moyenne qui excède rarement 1,5 kg. Il a habituellement un dos vert foncé, des flancs argentés et des branchies rouges mais peut posséder d'autres variations de couleurs.
La forme du carassin commun peut être assez haute. Le poisson possède alors une forme de disque presque parfaite avec des nageoires bien arrondies. En l’absence de prédateurs tels que le brochet ou la perche, le carassin aura une croissance en longueur plutôt qu’en hauteur et il prendra une forme plus svelte. La croissance en hauteur en fait une proie plus difficile à avaler pour les prédateurs.

## L'espèce et l'homme
Le carassin est un poisson apprécié des pêcheurs sportifs : le record britannique à la canne atteint 2,1 kg, une prise de Martin Bowler dans un lac du sud de l’Angleterre en 2003. Il y a eu plusieurs tentatives pour battre ce record depuis mais elles ne furent pas validées, les poissons concernés n’ayant pas été identifiés comme étant de véritables carassins communs mais des hybrides entre le carassin commun et un de ses apparentés, comme le poisson rouge, qui n’est pas natif des îles Britanniques. Ces hybrides bénéficient de l’effet d’hétérosis, étant plus efficaces pour trouver de la nourriture et échapper aux prédateurs que leurs propres parents, menaçant la population native de carassins ainsi que les autres animaux aquatiques.
Le carassin commun est également un poisson d’ornement que l’on peut retrouver aussi bien dans les aquariums d’eau douce que dans les bassins de jardin. Il est toutefois très peu proposé dans le commerce, éclipsé sur le marché par des poissons plus colorés comme la carpe koï ou l’ide mélanote pour lesquels la demande est beaucoup plus forte. C’est une des espèces les plus utilisées en pisciculture (élevage de poissons, l'une des branches de l'aquaculture). Ainsi, en 2005, elle atteignait le 10e rang en termes d’importance de la production globale (FAO 2005).

## Forme sauvage du poisson rouge?
Plusieurs sources identifient le carassin commun comme la forme sauvage du poisson rouge. Cependant celle-ci serait Carassius auratus gibelio, ou plutôt Carassius gibelio avec auratus comme sous-espèce. Bien qu’elles soient étroitement apparentées, ces deux espèces diffèrent et sont identifiables par les caractéristiques suivantes :
- C. auratus a un nez plus pointu tandis que celui du carassin commun est bien arrondi ;
- la forme sauvage du poisson rouge, C. auratus gibelio ou C. gibelio a souvent une couleur gris-verdâtre, tandis que le carassin commun est toujours argenté ;
- les jeunes carassins communs (tout comme les tanches) ont une tache noire à la base de la queue qui disparaît avec l’âge ; chez C. auratus cette tache n’est jamais présente ;
- C. auratus a moins de 31 rangées d’écailles le long de sa ligne latérale tandis que le carassin commun en a 33 ou plus.

## Source
- (en) Cet article est partiellement ou en totalité issu de l’article de Wikipédia en anglais intitulé « Crucian carp » (voir la liste des auteurs).